# Trionyx triunguis
Genre
Synonymes
- Aspidonectes Wagler, 1830
- Gymnopus Duméril & Bibron, 1835
- Tyrse Gray, 1844
- Fordia Gray, 1869

Espèce
Synonymes
- Testudo triunguis Forskål, 1775
- Trionyx egyptiacus Geoffroy Saint-Hilaire, 1809
- Trionyx niloticus Gray, 1831
- Trionyx labiatus Fitzinger, 1835
- Trionyx mortoni Hallowell, 1844
- Aspidonectes aspilus Cope, 1860
- Fordia africana Gray, 1869
- Trionyx triunguis rudolfianus Deraniyagala, 1948

Statut de conservation UICN

VU : Vulnérable
Trionyx triunguis, unique représentant du genre Trionyx, est une espèce de tortues de la famille des Trionychidae.
En français elle est parfois appelée Tortue molle du Nil.

## Répartition
Cette espèce africaine se rencontre en Angola, au Bénin, au Cameroun, au Tchad, au Congo-Brazzaville, au Congo-Kinshasa, en Égypte, en Guinée équatoriale, en Érythrée, en Éthiopie, au Gabon, en Gambie, au Ghana, en Guinée, en Guinée-Bissau, en Palestine, en Côte d'Ivoire, au Kenya, au Liban, au Liberia, en Mauritanie, en Namibie, au Niger, au Nigeria, au Sénégal, en Sierra Leone, en Somalie, au Soudan, en Syrie, en Tanzanie, au Togo et en Ouganda.
Elle a aussi été relâchée en Turquie méridionale (dans le Pyrame et le Saros) et une tortue de cette espèce a été repêchée le 6 avril 2018 dans la Cèze (France).

## Description
C’est la plus grande tortue aquatique continentale africaine, d’une longueur totale jusqu’à 120 cm pour un poids de 60 kg. La dossière et le plastron de la carapace sont couverts de cuir. La carapace est fortement aplatie (contrairement à des espèces plus terrestres), de forme ovale. Les narines tubulaires et saillantes forment une sorte de petite trompe en avant du museau. La tête est bien triangulaire. Le cou est très long et les membres sont palmés et munis de 3 fortes griffes. La dossière est plutôt vert olive et le plastron clair. Cette tortue est bien connue pour son caractère irascible : elle cherche à mordre quand elle est capturée. D’autant plus que sa bouche est munie de 2 plaques dentaires coupantes. Elle se nourrit de proies diverses, en particulier de poissons qu’elle chasse à l’affût en enfouissant sa carapace dans le sable et en déployant son cou pour capturer ceux qui passent à sa portée. 

### Comportement
Comme beaucoup de carnivores, Trionyx triunguis est réputée agressive envers ses congénères.

### Respiration
Les Trionyx triunguis ainsi que les Trionyx de Chine ont trois modes respiratoires :
- ventilation pulmonaire
- respiration cutanée[4], comme la plupart des amphibiens
- respiration via des pseudo-branchies[5]

Les tortues Trionyx chassent à l'affût. Elles sont ainsi immobiles une grande partie du temps et peuvent rester plusieurs heures en bougeant peu sous l'eau grâce à leur faculté de respirer par la peau et via leur pseudo-branchies. On parle de durées d'immersion complète jusqu'à 15 heures. Les Trionyx avalent et recrachent de l'eau par la bouche afin de la faire circuler contre les pseudo-branchies situées au niveau de la gorge.
Dès qu'elles bougent elles doivent utiliser leurs poumons afin de faire face à l'augmentation de la production énergétique.

## Répartition et habitat
T. triunguis possède une vaste aire de répartition en Afrique et au Proche- Orient, du fleuve Sénégal au rio Cunene (Namibie), et du Shabeelle (Somalie) au delta du Nil et à la Méditerranée orientale. Elle peuple une large gamme d’environnements aquatiques : cours d’eau, lacs, lagunes, marais, etc. Elle pond sur les bancs de sable adjacents. Elle s’aventure aussi fréquemment en mer loin de l’embouchure des fleuves.

## Publications originales
- Forskål, 1775 : Descriptiones Animalium: Avium, Amphibiorum, Piscium, Insectorum, Vermium; quae in Itinere Orientali Observavit. Post mortem auctoris edidit Carsten Niebuhr Hauniae [Copenhagen]: Mölleri, p. 1-164 (texte intégral).
- Geoffroy Saint-Hilaire, 1809 : Mémoire sur les tortues molles. Nouveau Bulletin du Société Philomatique de Paris, vol. 1, no 22, pp. 363–367 (texte intégral).